# Niederstocken
Niederstocken foi uma comuna da Suíça, no Cantão Berna, com cerca de 295 habitantes. Estendia-se por uma área de 5,48 km², de densidade populacional de 54 hab/km². Confinava com as seguintes comunas: Erlenbach im Simmental, Höfen, Oberstocken, Reutigen.
A língua oficial nesta comuna era o Alemão.

## História
Em 1 de janeiro de 2014, passou a formar parte da nova comuna de Stocken-Höfen.